# Grotta

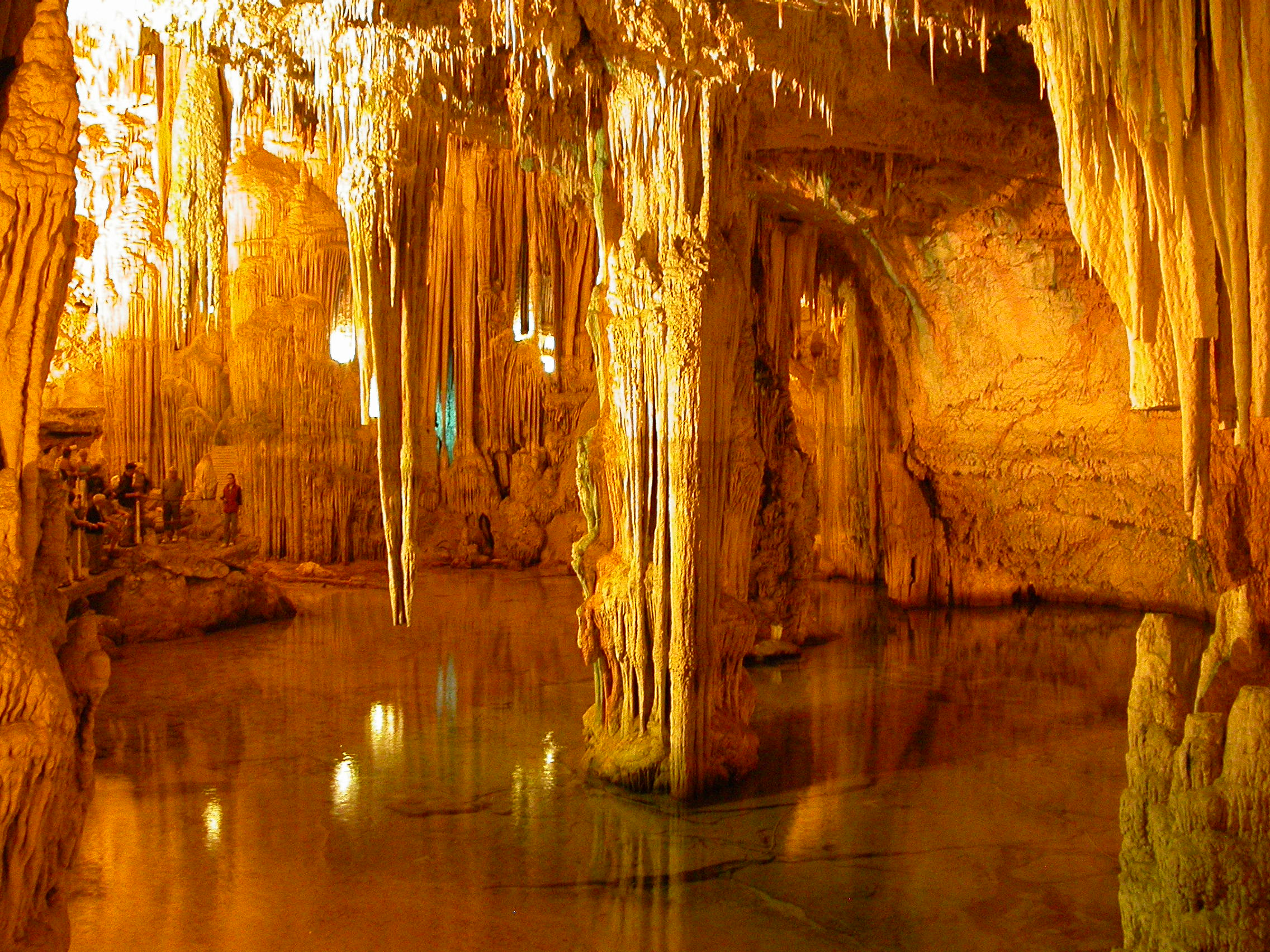
Grotta di Nettuno, Alghero

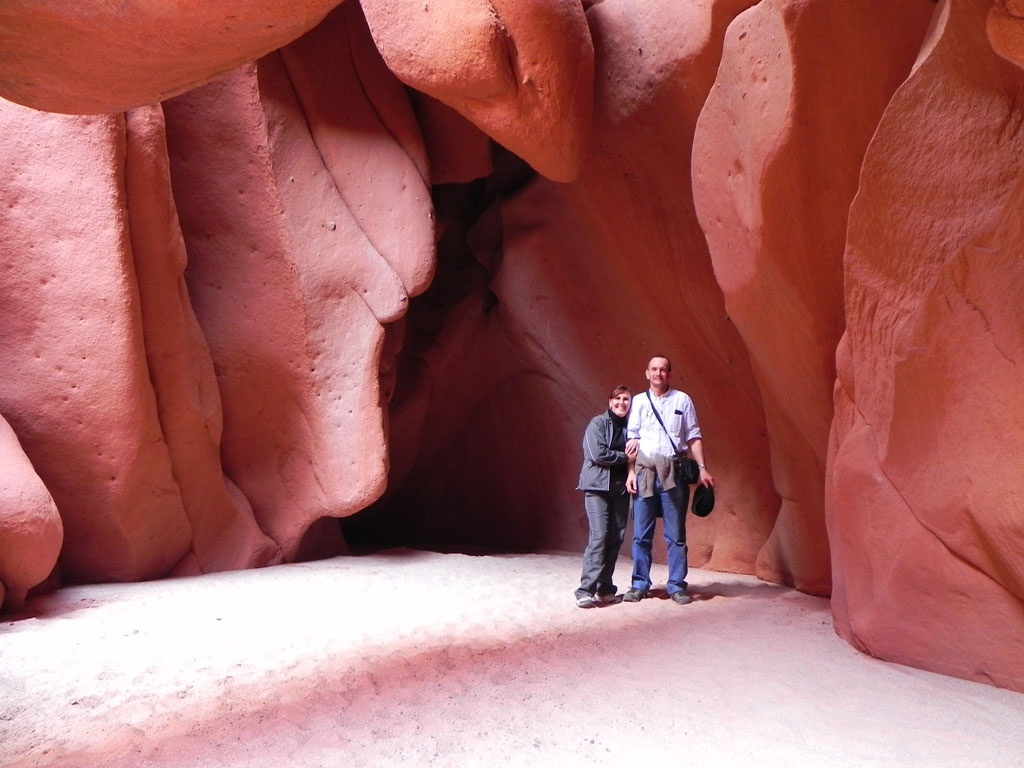
Grotta di Acsibi, Salta (Argentina)

In geomorfologia, una grotta o caverna è una qualsiasi cavità sotterranea formata da processi naturali, spesso a causa dell'erosione della roccia, che ricopre una parte più o meno estesa del terreno sottostante il suolo (ambiente ipogeo), ampiamente studiato nell'ambito della speleologia. Le grotte sono comuni nella parte superiore della crosta terrestre, collegate alla superficie da una o più aperture d'ingresso, e si trovano in particolare nelle regioni carsiche.

## Etimologia
Grotta deriva dal latino volgare grupta o crupta, «cantina, caverna», corruzione del latino classico crypta, a sua volta prestito dal greco antico κρυπτή?, kryptḗ, "cella sotterranea"; dall'italiano il francese grotte, lo spagnolo gruta, attraverso il siciliano grutta; dal francese il tedesco Grotte e dall'italiano l'inglese grotto, specializzatisi, come lo spagnolo, nel significato di «caverna artificiale».
Cavèrna deriva dal latino cavĕrna, derivato di cavus «cavo, incavato», cioè cavità a sviluppo prevalentemente orizzontale sotto le pendici di un rilievo.

## Descrizione
Si definiscono grotte primarie quelle formatesi contestualmente alla roccia in cui si aprono, grotte secondarie quelle formatesi a seguito dell'alterazione dei materiali di costituzione. Appartengono al primo tipo i tubi di lava, e le grotte definite tettoniche (cavità apertesi per la presenza nella roccia di fratture e faglie, in seguito allargatesi sotto l'influenza della forza di gravità). Appartengono al secondo tipo le grotte naturali che si formano pressoché in qualsiasi roccia, per effetto del lavoro delle acque terrestri, a spese di un ammasso roccioso fratturato.
Le grotte possono avere uno sviluppo prevalentemente orizzontale o verticale. Quelle a sviluppo orizzontale sono dette a galleria se si può procedere in posizione eretta oppure cunicoli se si deve procedere in altro modo. Nelle grotte orizzontali un posto particolare spetta alla caverna, un'ampia cavità facilmente accessibile dall'esterno, e che offrì riparo ai nostri progenitori. Le gallerie di alcuni sistemi si estendono fino a qualche centinaio di chilometri (500 per la Mammoth Cave negli Stati Uniti d'America, vedi Parco nazionale di Mammoth Cave).
Quelle a sviluppo verticale sono dette pozzi, se hanno una profondità di alcune decine di metri, oppure abissi se hanno profondità maggiori o sono formate da più pozzi in successione; i dislivelli verticali possono superare il chilometro (vedi Grotte più profonde del mondo). Oltre alle grotte comunemente dette sulla terraferma, esistono grotte particolari come le grotte marine e le grotte di Ghiaccio.

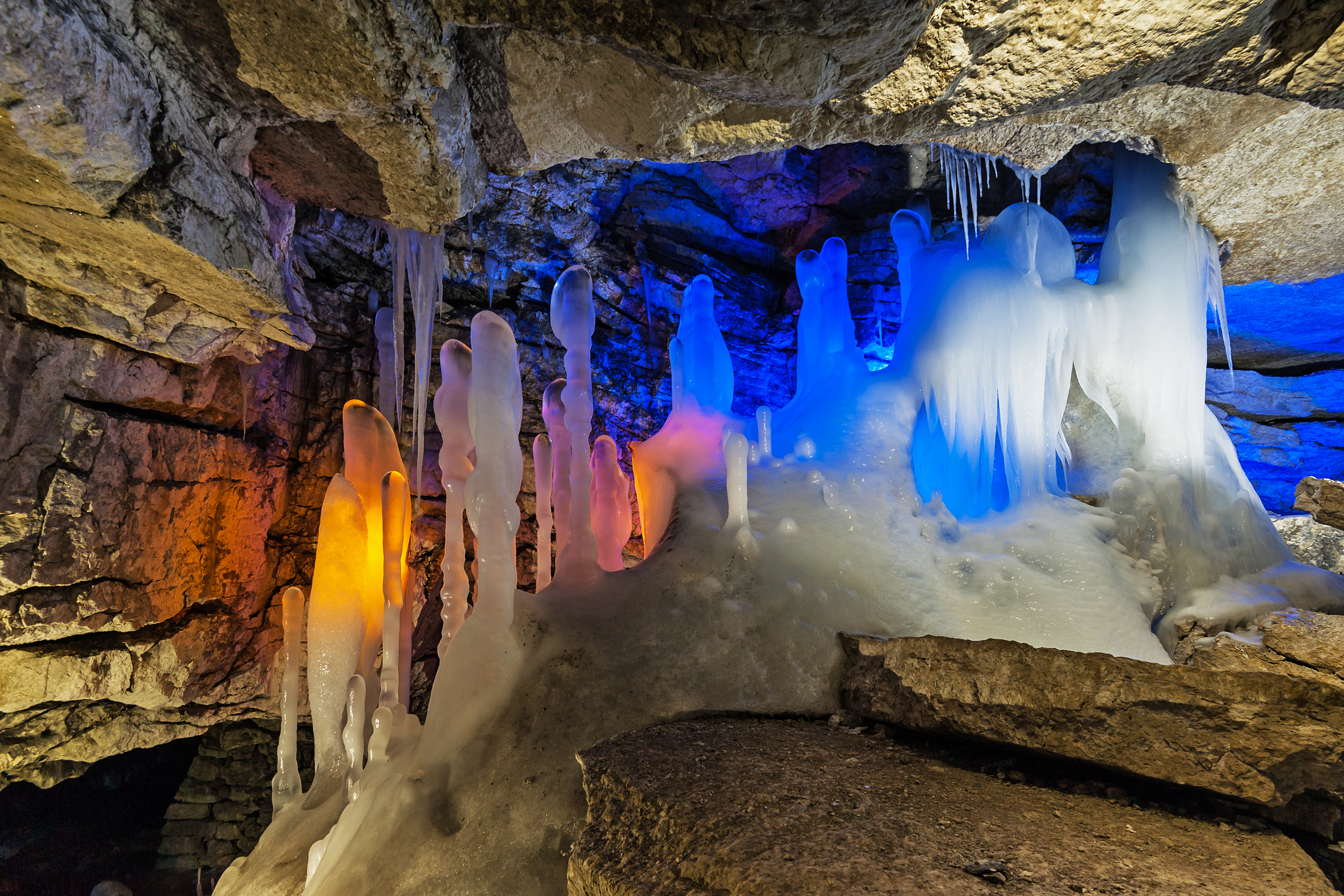
Una grotta con formazioni di ghiaccio

### Formazione

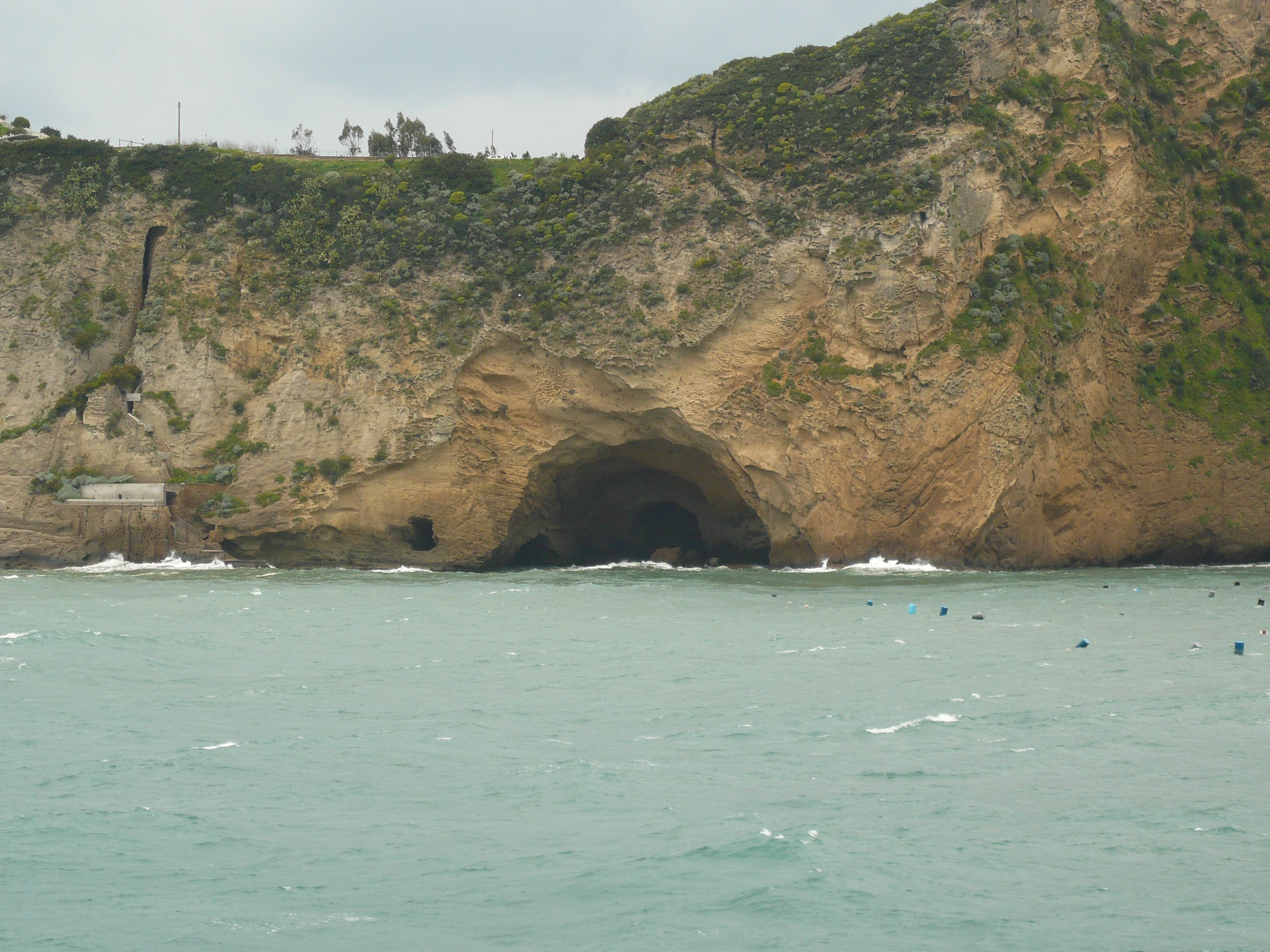
Grotta del Ninfeo scavata dagli antichi romani sul lato est di capo Miseno

Nella maggioranza dei casi, le grotte derivano dalla corrosione (scioglimento o dissoluzione chimica) di rocce solubili, quali i calcari, le dolomie, i marmi, i gessi, i depositi di salgemma ed in forma minore, i calcescisti. Alla corrosione si aggiunge, subordinatamente, anche il fenomeno dell'erosione meccanica.
I carbonati sono i litotipi che più comunemente danno luogo alla formazione delle grotte. Essi sono una categoria di rocce che comprende i calcari, le dolomie e i marmi, e ogni tipo di roccia ad essi riconducibili, cioè tutte le rocce contenenti lo ione carbonato CO32−.
Nei carbonati, e a loro spese, avviene un fenomeno denominato carsismo. Il carsismo è il processo secondo il quale le rocce carbonatiche si "sciolgono", seguendo la reazione CaCO3 + H2CO3 → Ca2+ + 2HCO3−.
Tale fenomeno avviene a partire dalle acque che, più o meno inacidite dalla presenza di CO2 atmosferica, si trasformano H2CO3, intaccano il CaCO3 trasformandolo sia in idrocarbonato che calcio, ed infine asportandoli in soluzione.
L'idrocarbonato, o ione bicarbonato, e il calcio sono solubili in acqua.

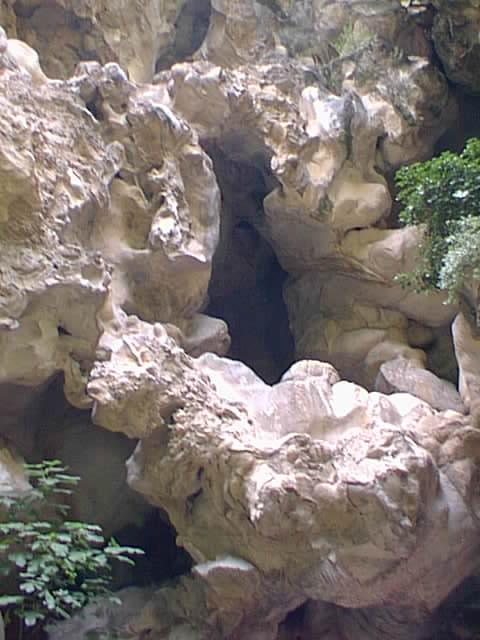
Grotta di Nettuno a Tivoli (Villa Gregoriana)

Tutto ciò è valido anche per i calcescisti, anche se non sono carbonati in senso stretto. Essi, possedendo una frazione terrigena non solubile, saranno meno fortemente intaccati dalla dissoluzione e soprattutto in maniera più discontinua. La frazione terrigena resterà nel sistema come sabbia o fango, sotto forma di deposito.
È necessario sottolineare che le acque, secondo i casi, possono arricchirsi, oltre che di CO2, anche di altri elementi derivanti dall'attività biologica e diventare maggiormente acide e più forti nel corrodere il carbonato. Un esempio classico è il carsismo equatoriale, molto incisivo e pervasivo, caso in cui le acque sono fortemente aggressive per la presenza di acidi che si sviluppano grazie alla presenza di folta vegetazione.
Ogni sistema carsico è legato alla presenza di fattori ed agenti, necessari e determinanti. Il principale fattore è la fratturazione, il principale fra gli agenti è l'acqua. La fratturazione è la condizione indispensabile per l'evoluzione di un sistema carsico, l'acqua è il suo agente modellante. Le fratture (siano esse faglie o giunti) sono le strutture all'interno delle quali le acque si introducono nella roccia, per dare inizio al processo corrosivo. Esistono altri fattori ed altri agenti, ma qui vengono omessi.

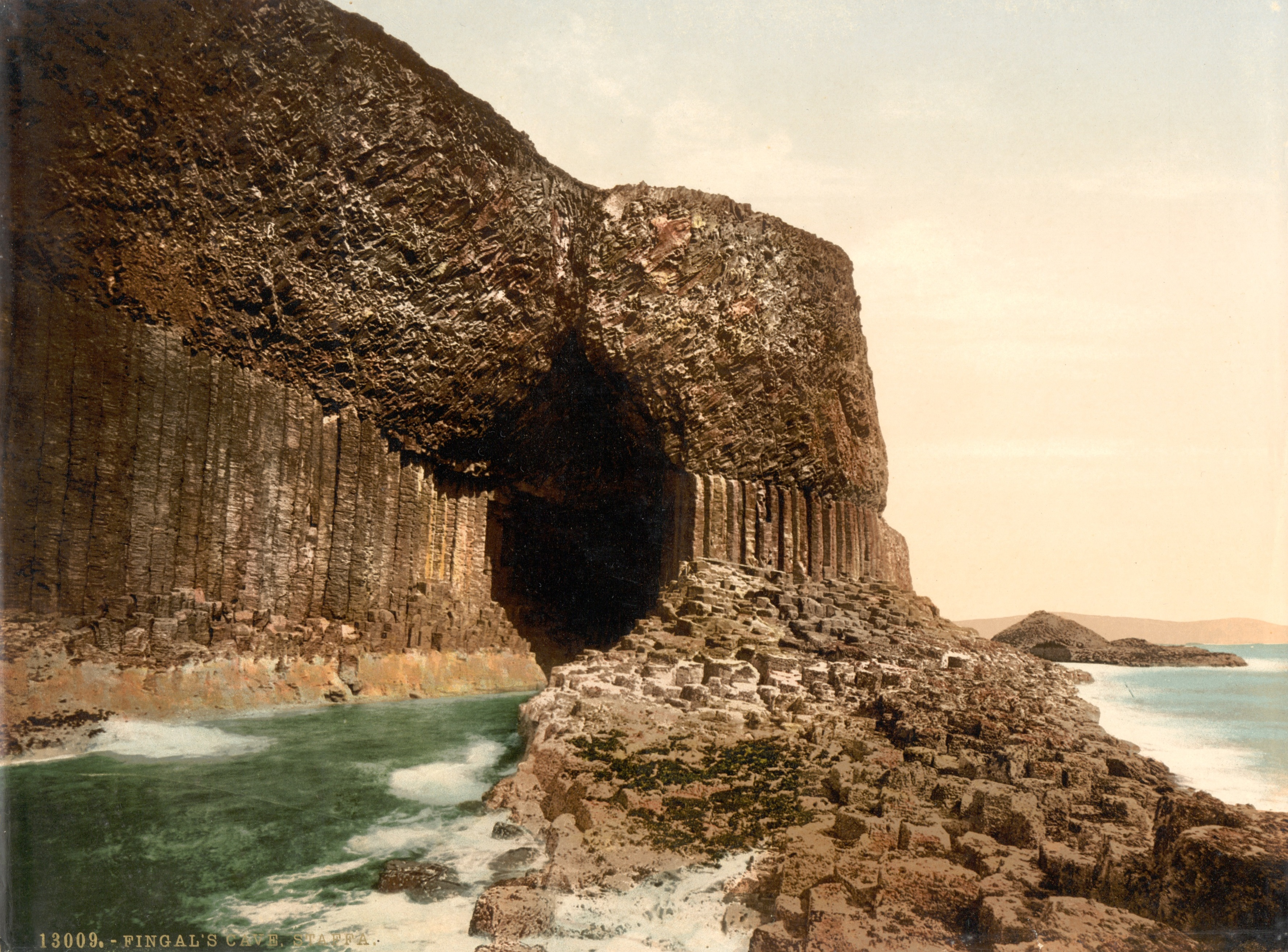
La grotta di Fingal

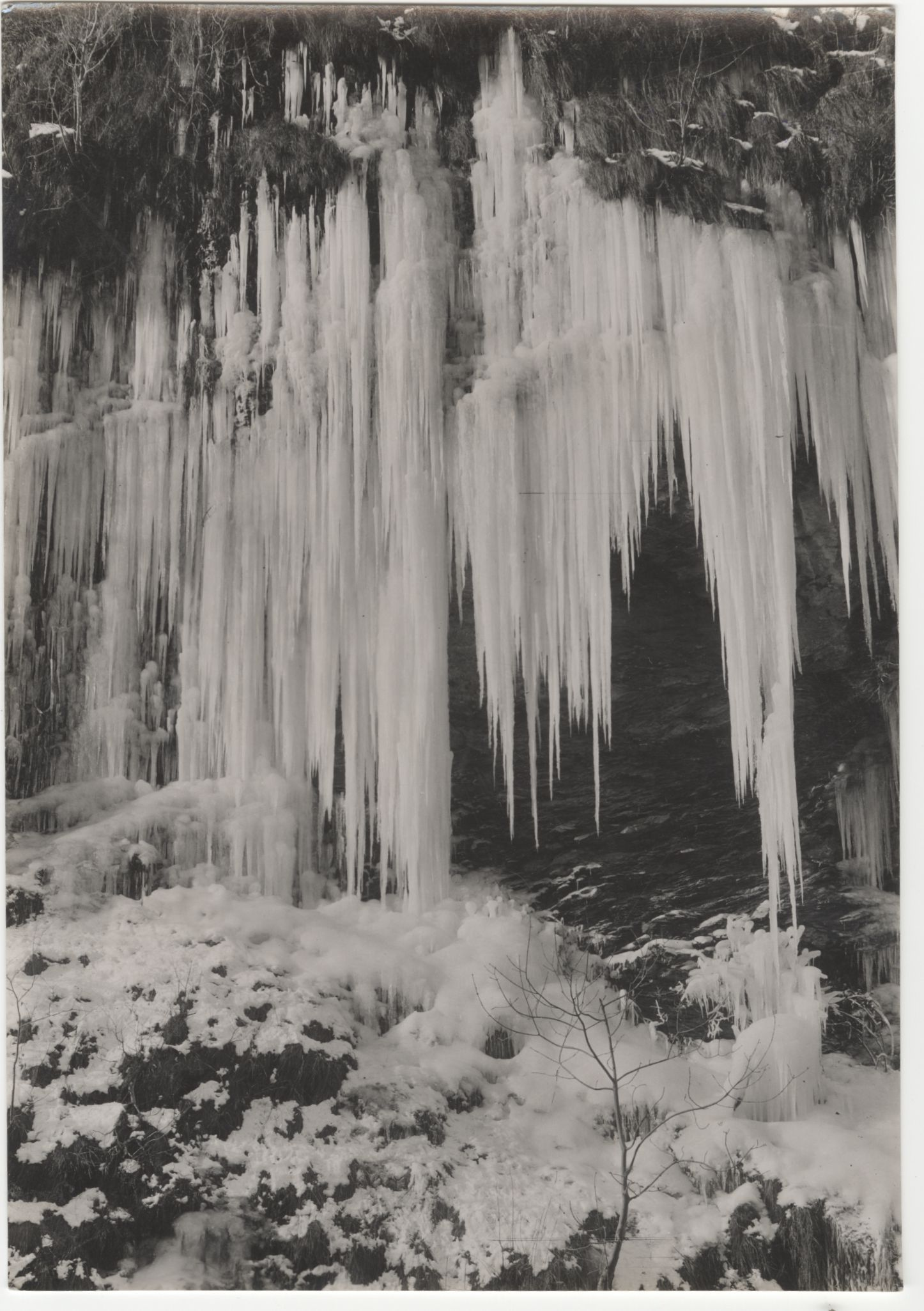
Grotta delle Fate di Aosta nel 1930

Semplificando, le fasi secondo cui un sistema ipogeo si crea, sono tre:
1. la fratturazione, che crea le vie di deflusso idrico preferenziali;
2. l'invasione da parte delle acque, che crea i grandi vuoti ipogei, allargando le fratture. In questa fase il fenomeno del concrezionamento esiste, ma limitatamente;
3. l'abbandono delle acque, che dà vita al vuoto percorribile.

In quest'ultima fase avvengono i fenomeni di percolamento che formano le concrezioni più diffuse, quali le stalattiti e le stalagmiti. L'abbandono delle acque è responsabile anche dei riempimenti sabbiosi e fangosi, depositati per sedimentazione.

### Condizioni fisiche in grotta
La presenza di un vano sotterraneo permette la presenza a volte, in ambienti confinati, di atmosfere o presenze di fluidi particolari che derivano da tale confinamento, spesso mantenute da erogazioni dal suolo circostante. Tali fluidi in condizioni particolari (ad esempio riducenti o alcaline) possono sostenere forme di vita particolari basate su plancton alimentato da archeobatteri.
La temperatura di grotta di norma è costante su tutto l'arco dell'anno, e in assenza di flussi termici particolari è tipica di ogni area geografica, varia primariamente con la latitudine e con l'altitudine; è collegata infatti principalmente alla media delle temperature annuali di superficie.
Per conseguenza, ogni luogo ha la sua propria temperatura di grotta, che è ovviamente molto più bassa della temperatura locale estiva, ma più calda di quella invernale. Questo ha favorito l'uso umano ed animale delle grotte. Quando la temperatura di grotta permane a temperature inferiori a 0 °C (ovvero la media delle temperature annuali di superficie è inferiore a 0 °C) si ha la condizione del suolo detta permafrost o permagelo.
A profondità maggiori si assiste, invece, ad un progressivo aumento di temperatura dovuto al flusso termico dal centro del pianeta verso la superficie, con un peculiare e specifico rapporto incrementale all'aumentare della profondità.
Esistono anche grotte di ghiaccio. Le più grandi sono le Eisriesenwelt nella regione di Salisburgo in Austria. Nelle grotte della miniera di Naica in Messico esistono invece enormi cristalli di gesso lunghi fino a 15 metri e con un diametro di oltre un metro. Qui la temperatura raggiunge i 48 °C e l'umidità ha un tasso quasi del 100%.
L'Orda Cave è la più grande grotta di cristalli al mondo, e si trova in Russia, nella regione occidentale degli Urali.

### Le grotte come «memoria geologica»
Le grotte rappresentano uno straordinario e unico archivio geologico che fornisce informazioni sulla evoluzione climatica e quindi geologica avvenuta nel corso delle ere. Le stalattiti e le stalagmiti, veri e propri depositi chimici delle grotte, infatti, memorizzano le caratteristiche sia dell'acqua che le ha prodotte sia di quegli avvenimenti che hanno inciso nella loro formazione, e quindi studiando le loro diverse forme e alcuni elementi come l'anidride carbonica, la temperatura, il sistema cristallino specifico del carbonato, è possibile fornire una prima valutazione delle alternanze climatiche dell'ambiente esterno (umido o secco).
Inoltre l'analisi dei depositi detritici, provenienti dall'esterno, fornisce indicazioni sul clima dell'ambiente circostante alla grotta.
I geologi identificano quei periodi di arresto del concrezionamento, causati dallo scarso apporto di acqua, che abitualmente separano i vari periodi di formazione delle stalattiti e stalagmiti, grazie alla presenza di strati di colorazione scura rilevabili sulle carote (ossia campioni di roccia di forma cilindrica prelevati).
Le datazioni delle concrezioni sono effettuabili con varie modalità: una è quella diretta in cui si misura la concentrazione dell'isotopo radioattivo rimasto intrappolato dentro la concrezione (il carbonio 14 consente datazioni fino a 40 000 anni, l'uranio-torio fino a 400.000); la seconda che si può definire indiretta misura, invece, le emissioni di oggetti sottoposti a bombardamento con radiazioni oppure ai quali è stata applicata la termoluminescenza; un terzo metodo è quello che utilizza le proprietà dei sedimenti; un ultimo metodo analizza la presenza di lamine di carbonato nelle concrezioni, depositatesi in successioni temporali, che possono essere paragonabili agli anelli di accrescimento degli alberi.

## Uso antropico delle grotte

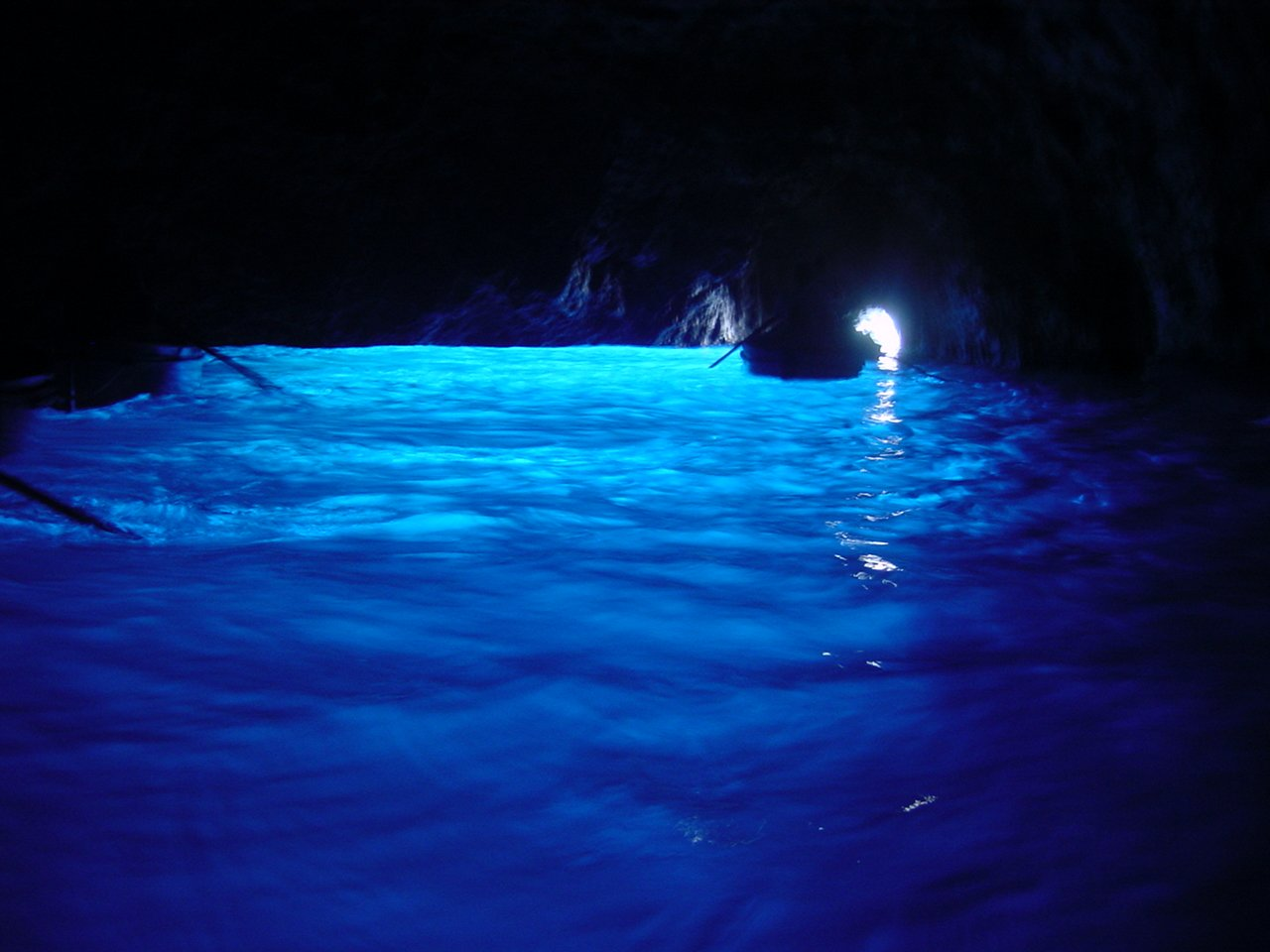
La Grotta Azzurra di Capri

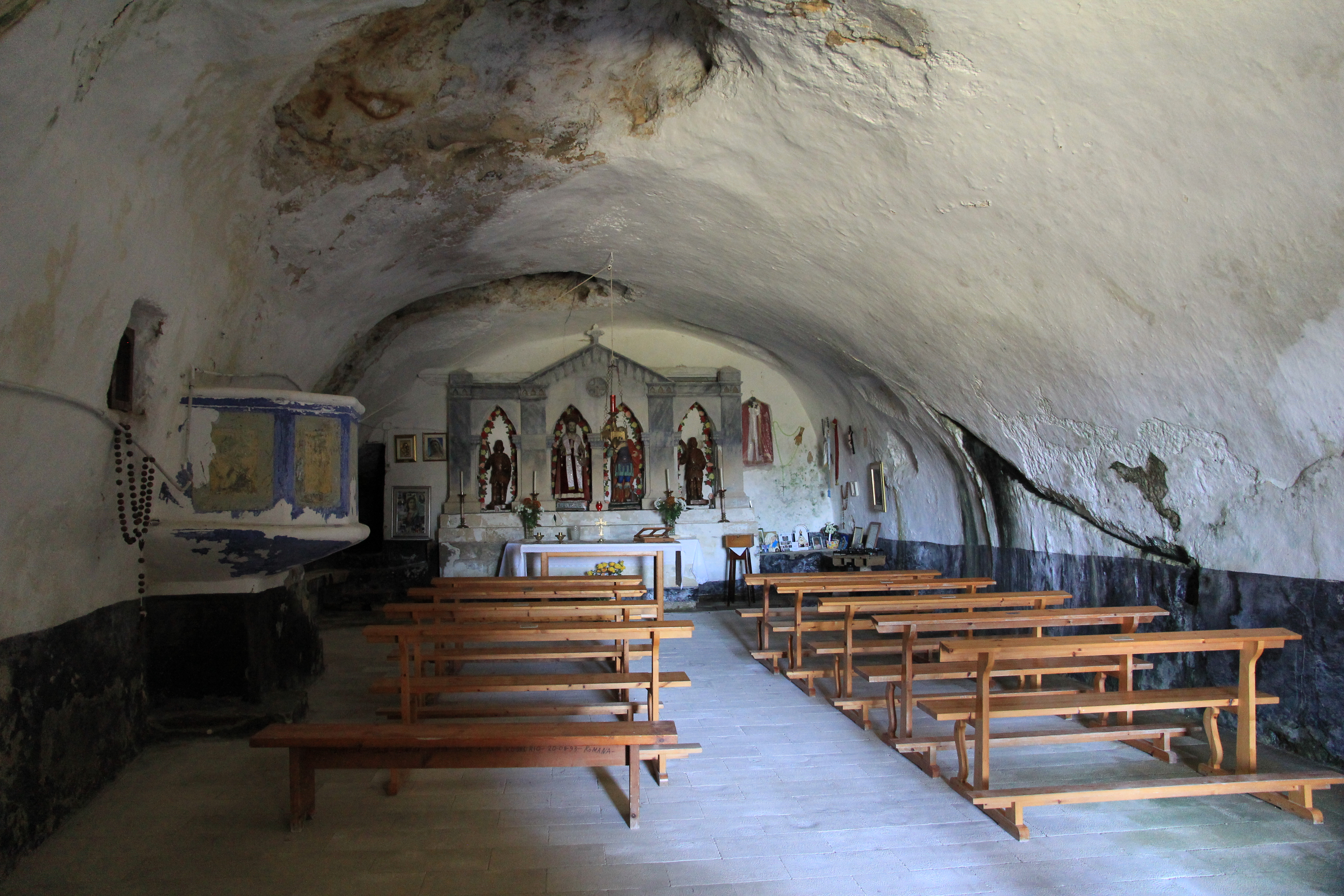
La chiesa di San Lussorio presso Romana

Le grotte furono il primo rifugio dell'uomo e alcune di esse restarono certamente a lungo sede di culti arcaici: si vedano le pitture rupestri paleolitiche nelle grotte di Lascaux e di Altamira nonché quelle del Tassili n'Ajjer (deserto del Sahara); le incisioni della Grotta dell'Addaura (Palermo) e le pitture della Grotta dei Cervi (Otranto) o i reperti di epoca minoica trovati nelle grotte dedicate al culto di Ilithia e in quelle di Arkalochori a Creta. Singolari e celebri sono le pitture rupestri della Cueva de las Manos nel sud dell'Argentina. Nella preistoria italiana ed europea fu importante la Grotta di Fumane, in provincia di Verona.
Frequente fu l'uso di grotte da parte di eremiti o comunità religiose. Si ricordano, ad esempio, le grotte di Qumram in Cisgiordania, sede di una comunità di esseni e l'Eremo delle carceri presso Assisi, già utilizzato da eremiti in età paleocristiana e poi da San Francesco d'Assisi e dai suoi seguaci. Anche in Veneto nei Colli Berici (Vicenza) si trovano grotte frequentate un tempo da eremiti. Molto interessanti sono le chiese rupestri di Matera in Basilicata e quelle di Lalibela in Etiopia. In Cappadocia vi sono suggestive abitazioni e chiese rupestri come quelle di Göreme. In Slovenia si trova il Castel Lueghi collegato ad un sistema di grotte carsiche, mentre in provincia di Udine si trova la chiesa di San Giovanni d'Antro, collegata ad una grotta.
Nell'ambito del buddhismo e dell'induismo sono assai importanti i templi in grotta in India (grotte di Ellora, grotte di Ajanta, Grotte di Elephanta), in Cina (Grotte di Mogao, Grotte di Yungang, Grotte di Longmen), in Birmania (Grotte di Pindaya), in Malaysia (grotte di Batu). In Giordania esiste l'insigne sito archeologico di Petra con un tempio scavato nella montagna.
L'architettura romana utilizzò volentieri le grotte naturali, adattate e antropizzate, per fini sia utilitari (piscicoltura) che estetico-religiosi, per il loro potere evocativo: ancora nel I secolo Tiberio, non pago delle sue dodici ville a Capri, aveva "arredato" la grotta marina della sua villa di Sperlonga, che, adattata a ninfeo, ospitava un grande triclinio, con gruppi scultorei che rappresentavano scene e personaggi mitologici dall'Odissea, come Polifemo e Scilla.

### Grotta artificiale
Si tratta di una costruzione eretta nei giardini del Rinascimento, nei secoli successivi e in qualche caso anche in precedenza, fino all'epoca attuale, in forme e aspetto di grotte naturali; fanno da sfondo a statue, fontane, giochi d'acqua; di solito è un ornamento di viali e boschetti a carattere pittoresco.

### Città rupestri
Un altro tipo di antropizzazione delle grotte sono le città rupestri, nate generalmente a scopo difensivo, nella gran parte dei casi abbandonate, ma in alcuni casi ancora utilizzate.

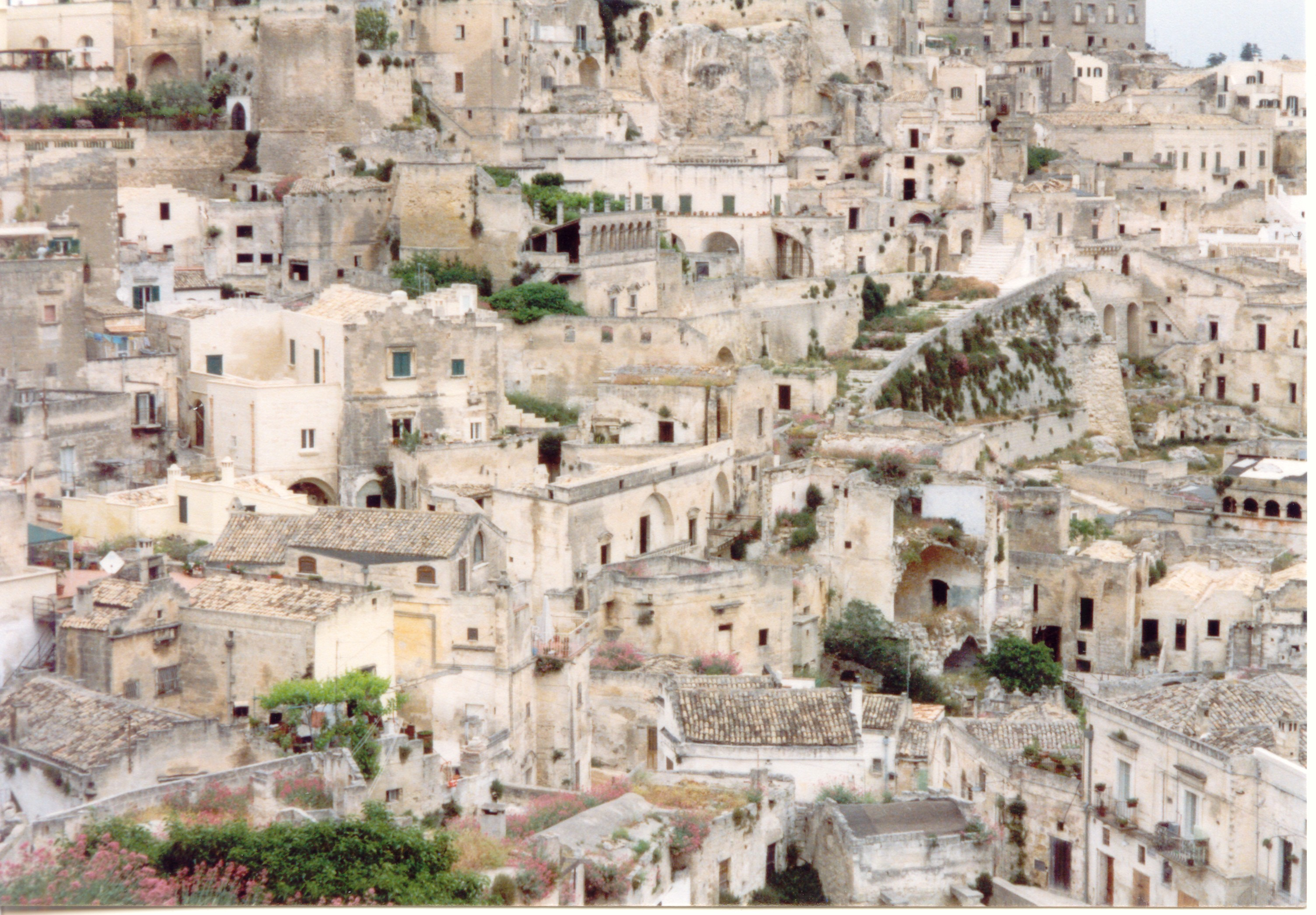
I Sassi di Matera

In Italia l'esempio più noto e meglio conservato sono i Sassi di Matera, ma non sono l'unico caso. In Italia settentrionale spiccano i monumenti rupestri della val Camonica, in Italia centrale spicca su tutti l'insediamento rupestre di Vitozza, in provincia di Grosseto, mentre nell'Italia meridionale troviamo numerosi insediamenti in tutta la Puglia, Calabria (in particolare nella provincia di Crotone ed il complesso monastico bizantino delle grotte di Pignarelle a Palmi), e in Sicilia, con un utilizzo dei siti per lo più dal IX al XIV secolo.
Nel resto del mondo assai note sono le città rupestri di Cappadocia, Uplistsikhe in Georgia, Petra in Giordania, Matmata in Tunisia, Garian in Libia.

### Aspetti simbolici e riferimenti letterari e religiosi
La caverna si ritrova in letteratura ed in filosofia. Il filosofo greco Platone nel Mito della caverna espone le proprie idee riguardo al processo della conoscenza. Tale mito fu rivisitato dallo scrittore e drammaturgo portoghese José Saramago nel libro La caverna.
In letteratura sono da menzionare la gigantesca spelonca del ciclope Polifemo nel IX libro dell'Odissea di Omero e la grotta presentata nel racconto Alì Babà e i quaranta ladroni nella raccolta di novelle orientali Le mille e una notte.
Per molte religioni, varie divinità nacquero in una grotta: nella religione greca Zeus, Dioniso e Ermes; Mitra nella religione iranica; Gesù Cristo nella tradizione cristiana (Natività di Gesù) dei vangeli apocrifi. La grotta, nel simbolismo precristiano, era imago mundi, simbolo del cosmo.

## Principali grotte italiane

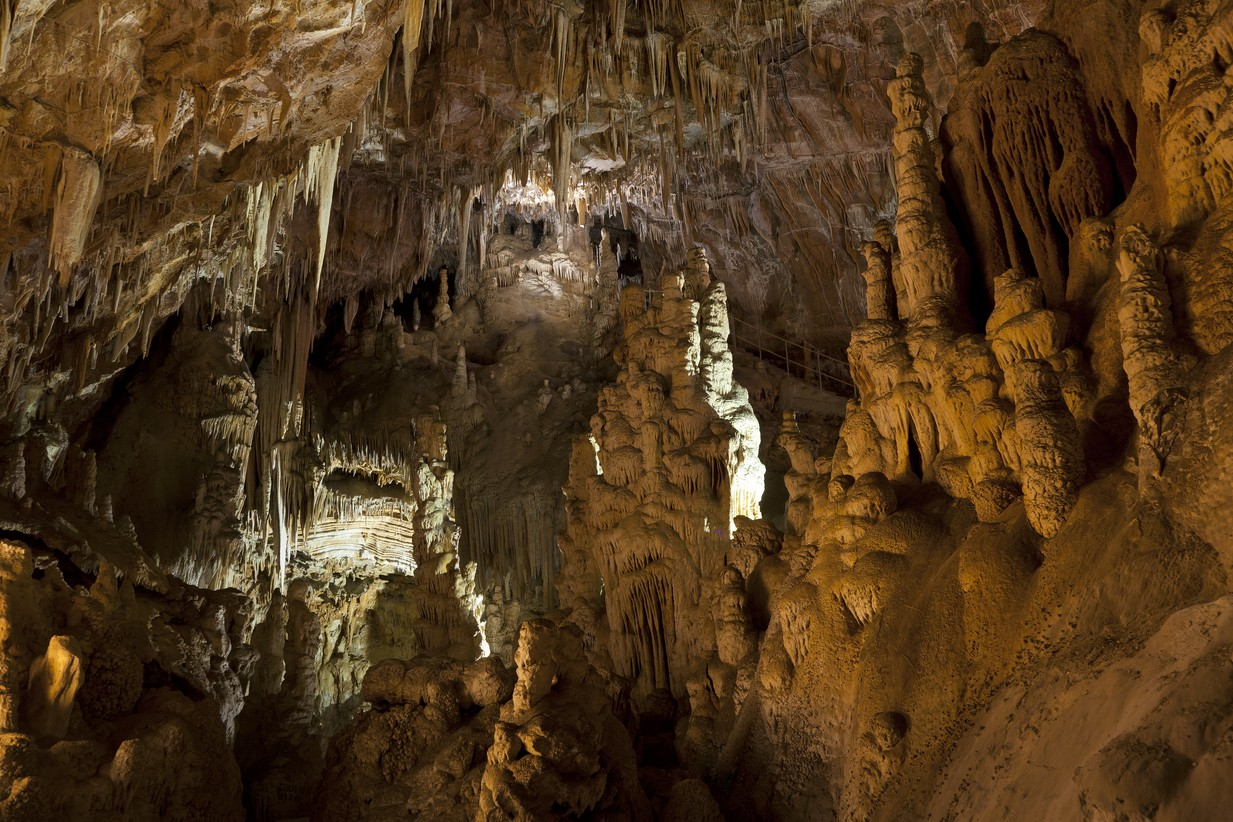
Grotta Torri di Slivia - Carso Trieste

- Grotta delle Torri di Slivia (Comune di Duino-Aurisina, Trieste, Friuli Venezia Giulia)
- Grotta Gigante (Borgo Grotta Gigante, Trieste, Friuli-Venezia Giulia)
- Grotta di San Michele (Minervino Murge), Puglia
- Grotte di Frasassi (Genga, Marche)
- Grotte di Stiffe (San Demetrio ne' Vestini, Abruzzo)
- Grotte di Castellana (Castellana Grotte, Puglia)
- Complesso carsico di Piaggia Bella (Alpi Liguri, Piemonte)
- Complesso carsico Corchia - Figuerà (Alpi Apuane, Toscana)
- Grotta di Su Marmuri (Ulassai), (Sardegna)
- Grotte di Pertosa (Pertosa), (Campania)
- Grotte di Nettuno (Alghero) (Sardegna)
- Grotte di Alghero (Alghero) (Sardegna)
- Grotta di Castello Tesino (Castello Tesino), (Trentino-Alto Adige)
- Complesso della Grotta di Su Palu (Urzulei) e del Bue Marino (Dorgali) (Sardegna), il più lungo d'Italia (74 km)
- Grotta di Mompileri
- Grotte del Monte Cucco (Umbria)
- Grotta del Farneto e della Spipola (Emilia-Romagna, Provincia BO)
- Grotta di Is Zuddas (Santadi), (Sardegna)
- Grotte di Oliero (Valstagna), (Veneto)
- Buso della Rana (Monte di Malo), (Veneto)
- Bocca Lorenza (Santorso), (Veneto)
- Bus del castel sotterra, (terza grotta più grande al mondo di fenomeno carsico), (Montello), (Veneto)
- Riserva Naturale delle Grotte di Bossea (Mondovì), (Piemonte)
- Grotte di Toirano (Toirano), (Liguria)
- Grotte di Pastena (Frosinone), (Lazio)
- Grotte di Collepardo
- Grotte di Pietrasecca Pietrasecca (Abruzzo)

## Principali grotte in altri stati

### Europa
- Grotte di Lascaux (Francia)
- Grotte e arte dell'era glaciale nel Giura svevo (Germania)
- Grotta Azzurra (Grecia)
- Grotta di Altamira (Spagna)

### Africa
- Enkapune Ya Muto (Kenya)
- Taung (Sudafrica)
- Kromdraai (Sudafrica)
- Diepkloof Rock Shelter (Sudafrica)
- Makapansgat (Sudafrica)

### America
- Chumash Painted Cave State Historic Park (USA)
- Parco nazionale di Mammoth Cave (USA)
- Parco nazionale delle Carlsbad Caverns (USA)
- Grotte di Bluefish (Canada)
- Juxtlahuaca (Messico)

### Asia
- Grotta di Sapore I (Iran)
- Grotta di Darband (Iran)
- Eshkaft-e Salman (Iran)
- Grotta di Bisitun (Iran)
- Grotta di Leang Tedongnge (Indonesia)
- Grotte di Ajanta (India)
- Grotte di Elephanta (India)
- Grotta di Milarepa (Cina)
- Zhoukoudian (Cina)
- Grotte di Longyou (Cina)
- Grotte Kizil (Cina)
- Grotte dei mille Buddha di Bezeklik (Cina)

## Galleria d'immagini

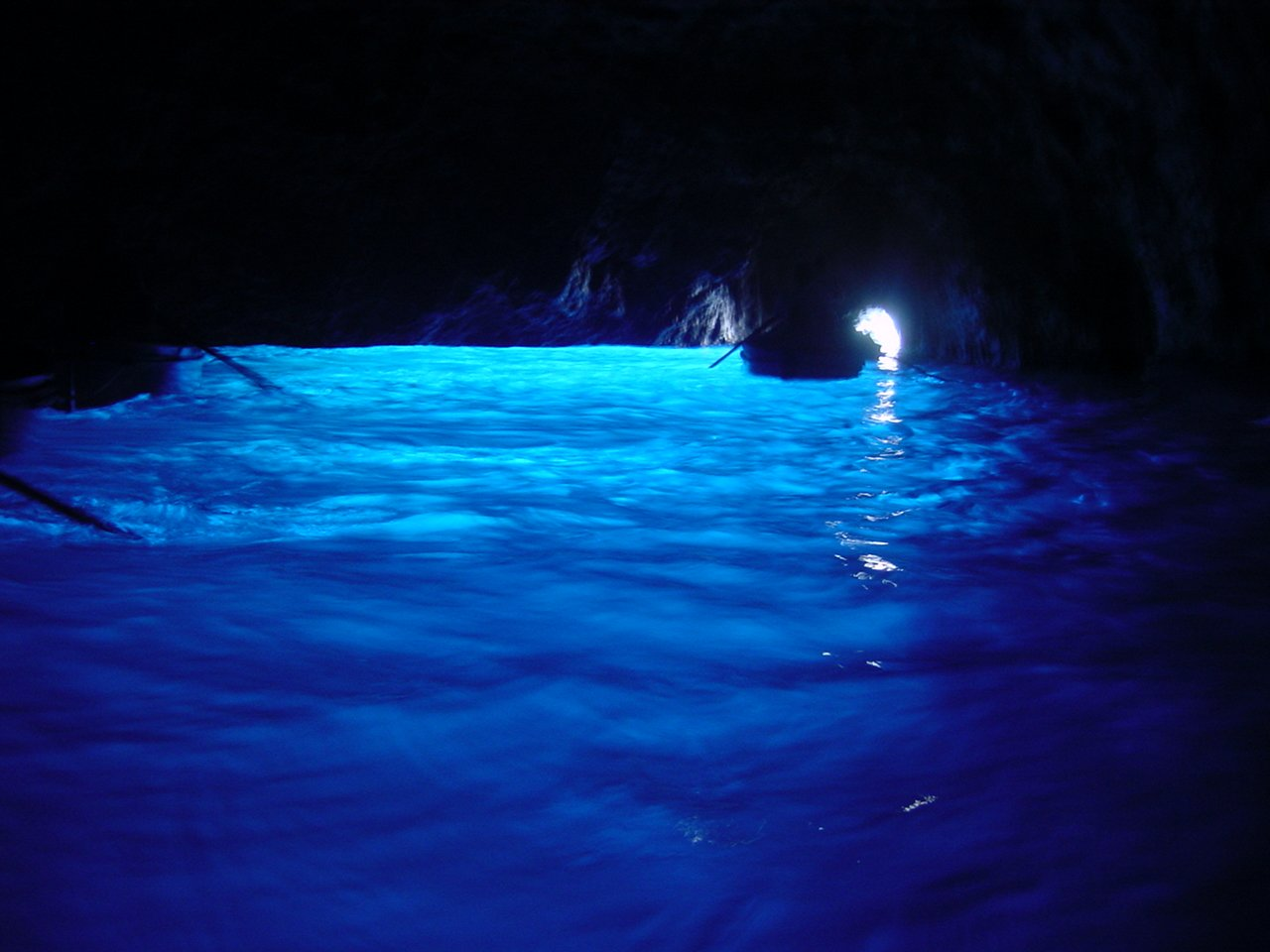
Grotta marina
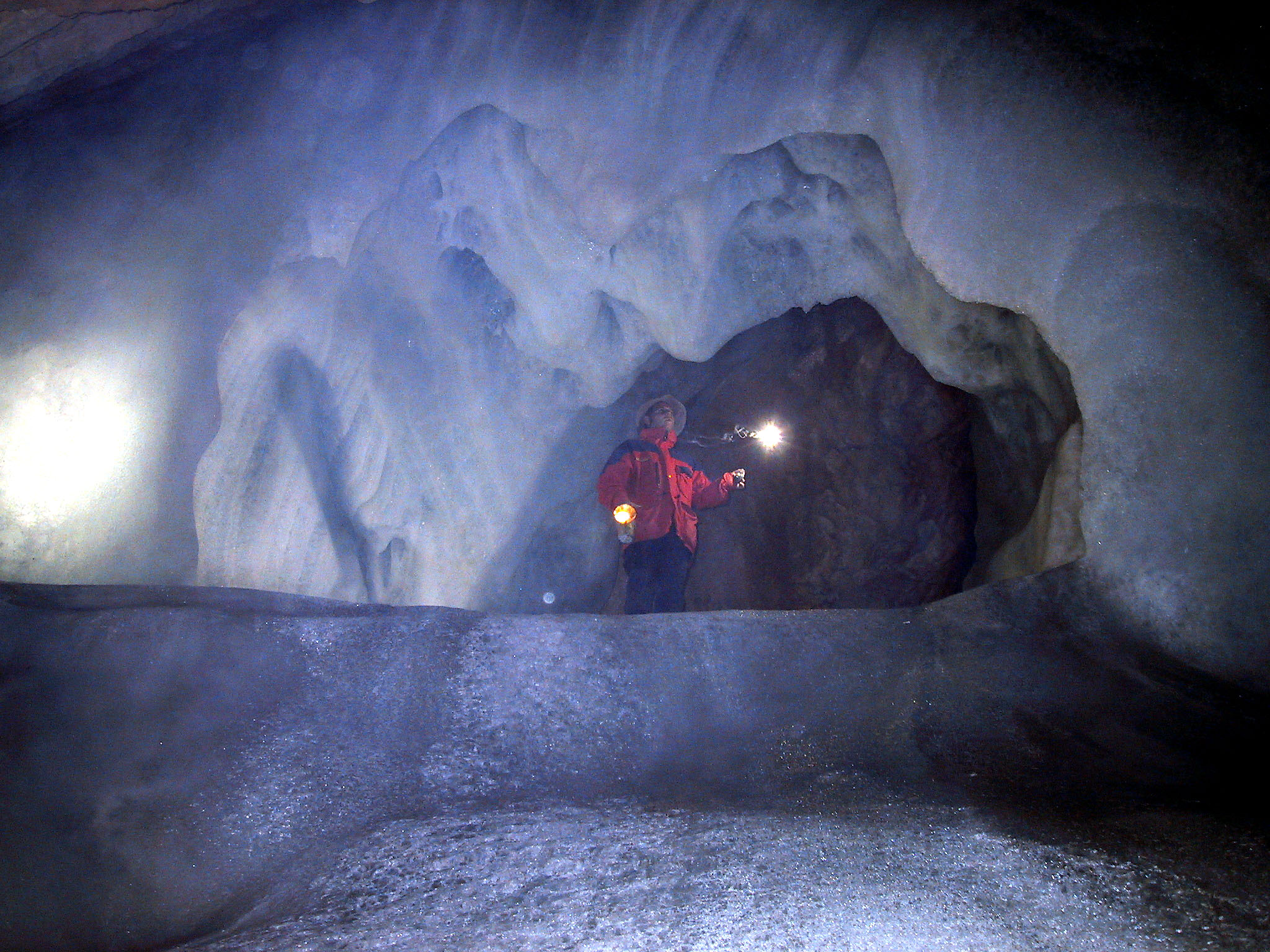
Grotta di ghiaccio
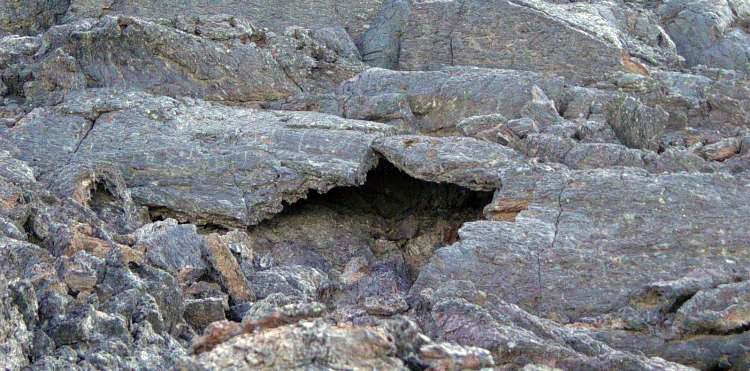
Grotta lavica al Craters of Moon National Monument and Preserve, Idaho
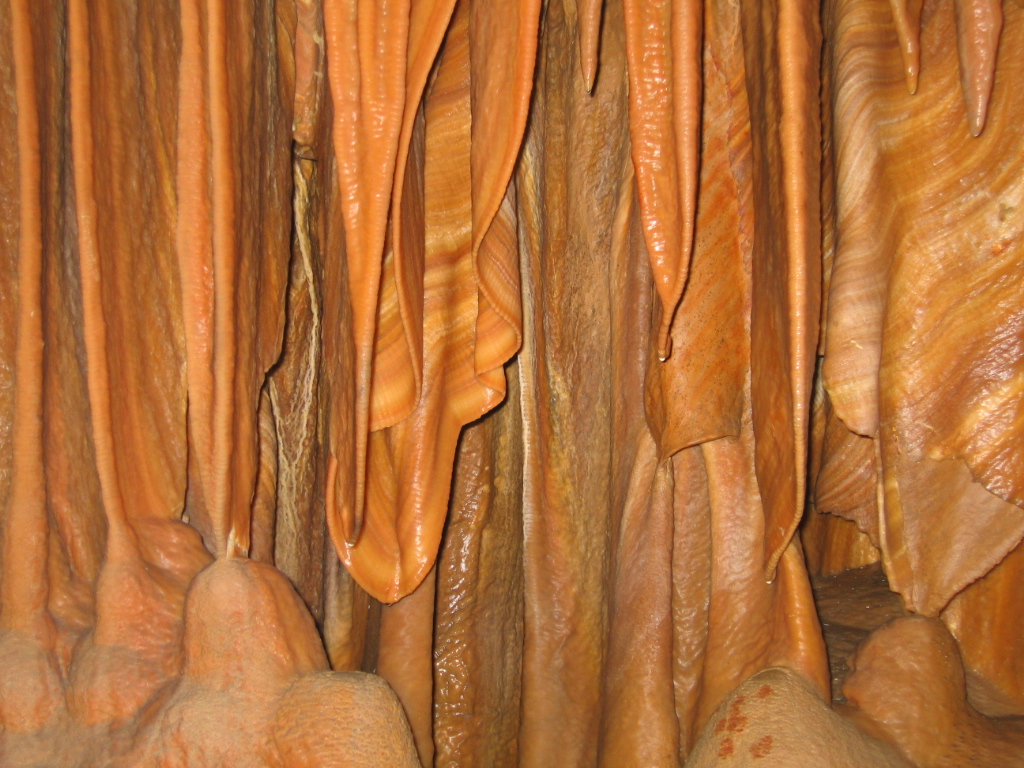
Grotta carsica (Grotta di Sureq, Israele)